# Червона цибуля
Червона цибуля (також відома як фіолетова цибуля) — є сортом цибулі (Allium cepa) і має пурпурно-червону шкірку та білу м'якоть із червоним відтінком. Найчастіше вона використовується в кулінарії.
Червона цибуля, як правило, має середній або великий розмір і має солодший смак, ніж біла або жовта цибулі через низький рівень піровиноградної кислоти та сполук сірки. Червону цибулю часто їдять сирою чи смажать на грилі. Вона містить багато флавоноїдів і клітковини, що робить її корисною.

## Різновиди

### Тропеа

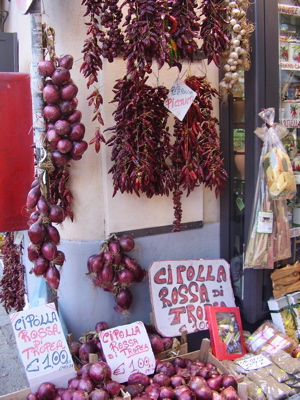
Rossa di Tropea на ринку в Італії

Червона цибуля з Тропеї, Італія росте в невеликій місцевості Калабрії на півдні Італії, поблизу міста Тропея. Ця цибуля має сильніший і солодший аромат, а внутрішня частина соковитіша і біліша, порівняно з іншими різновидами, і з неї можна варити варення. У липні 2007 року Європейський Союз зареєстрував знак захищеного географічного зазначення для червоної цибулі, вирощеної в цьому конкретному районі в Італії.

### Турда
Червона цибуля з Турди (округ Клуж, Центральна Румунія) — це місцевий сорт червоної цибулі з легким солодшим смаком і особливим ароматом. Область вирощування охоплює нижню долину Ар'єш і середню долину Муреш.

### Ветерсфілд
Цей вид є одним із найвідоміших сортів червоної цибулі у Сполучених Штатах. Сорт вирощувався у Ветерсфілді, штат Коннектикут, і був основним джерелом цибулі для Нової Англії до кінця 1800-х років.